# Mangunwijaya
Yusuf Bilyarta Mangunwijaya (Ambarawa, 6 mai 1929 - Jakarta, 10 février 1999) est un homme d'Église, écrivain, architecte et « défenseur des pauvres » indonésien.
Romo Mangun (« Père Mangun »), comme on l'appelait affectueusement, se fit connaître sur la scène internationale par un roman, Burung-Burung Manyar, qui lui vaut le "prix Ramon Magsaysay" de littérature en 1996. Son essai Sastra dan Religiositas ("littérature et religiosité") lui avait déjà valu un prix en Indonésie en 1982 ; et en 1983, il avait reçu le prix des écrivains de l'Asie du Sud-Est pour l'Indonésie (SEA Write Award, l'équivalent du prix Goncourt en Asie du Sud-Est). 
Comme architecte, il reçut l'Aga Khan Award pour ses réalisations de maisons pour les pauvres sur les rives de la rivière Code à Yogyakarta.
Il prit parti pour les paysans expulsés pour un projet de barrage à Kedung Ombo dans le centre de Java. Inquiet de l'état du système d'éducation indonésien sous le régime Soeharto, il créa une fondation pour l'éducation des enfants pauvres. Son combat pour la défense des pauvres le conduisit dans l'opposition au régime.